# Diocèse de Chișinău
Le diocèse de Chișinău (en latin : Dioecesis Chisinauensis ; en roumain : Episcopia Chișinăului ou Dieceza Chișinăului) est une Église particulière de l’Église catholique en Moldavie. Il est exempt et relève immédiatement du Saint-Siège.
Le diocèse participe au Conseil des conférences épiscopales d’Europe (CCEE), avec une petite quarantaine d’autres membres.

## Territoire
Le diocèse couvre l'intégralité de la Moldavie dont la Transnistrie.

## Histoire
Le 27 août 1991, la Moldavie déclare son indépendance.
Par le décret Quo aptius du 28 octobre 1993, la Congrégation pour les évêques érige l'administration apostolique de Moldavie (Moldovensis).
Par la constitution apostolique Sollicitus de spirituali du 27 octobre 2001, le pape Jean-Paul II élève l'administration apostolique au rang de diocèse.

## Cathédrale
La cathédrale de Chişinău, dédiée à la Divine Providence, est la cathédrale du diocèse.

## Ordinaires

### Administrateur apostolique (1993-2001)
- 28 octobre 1993 - 27 octobre 2001 : Anton Coşa

### Évêque (depuis 2001)
- depuis le 27 octobre 2001 : Anton Coşa